# Capulines, Guerrero
Capulines är en ort i Mexiko.   Den ligger i kommunen Pedro Ascencio Alquisiras och delstaten Guerrero, i den södra delen av landet, 120 km sydväst om huvudstaden Mexico City. Capulines ligger 2 355 meter över havet och antalet invånare är 177.
Terrängen runt Capulines är huvudsakligen kuperad, men åt nordväst är den bergig. Runt Capulines är det ganska tätbefolkat, med 58 invånare per kvadratkilometer. Närmaste större samhälle är Taxco de Alarcón, 19,5 km öster om Capulines. I omgivningarna runt Capulines växer huvudsakligen savannskog.